# Nominalia de los kanes de Bulgaria
La Nominalia de los kanes de Bulgaria (en búlgaro: Именник на българските ханове) es un manuscrito corto con los nombres de algunos de los primeros gobernantes búlgaros, sus clanes, el año de su ascenso al trono de acuerdo con el calendario búlgaro cíclico y la duración de su gobierno, incluyendo los tiempos de gobierno conjunto y la guerra civil. Está escrito en antiguo eslavo eclesiástico, pero contiene un gran número de nombres y términos búlgaros fechados.
La Nominalia fue encontrada por el científico ruso Alexander Popov en 1861, durante su investigación sobre cronógrafos de Rusia. Hasta ahora, tres copias del documento ruso se han encontrado. El primero de ellos, la "transcripción de Uvarov”, data del siglo XV y los otros dos, las transcripciones de Pogodin y Moscú, datan del siglo XVI. Existen ciertas diferencias en la ortografía de los nombres en los manuscritos. A pesar del nombre comúnmente aceptado de la Nominalia, ninguno de ellos utiliza el título del Asia Central de kan. Sólo Asparuh (el fundador del Primer Imperio búlgaro) y a sus cinco predecesores se les asigna un título, y ese es el título eslavo de knyaz.

## Texto de la "transcripción de Uvarov"
Авитохолъ житъ лет. ~т. род ему Дуло. а лет ему диломъ твирем. Ирник. житъ лет. ~(ри). род ему Дуло. а лет ему дилом твeримь. Гостунъ наместникь сьï два лета. род ему. Ерми. а лет ему дохсъ. втиремь. Курт: 60 лет дръжа. род ему Дуло. а лет ему шегоръ вечемь. Безмеръ ~г. лет. а род ему Дуло. а лет ему шегоръ вемь. сii ~е княз. дръжаше княженïе обону страну Дуная. летъ. ~ф. ~(еi). остриженами главами. И потом прiиде на страну Дунаа. Исперих княз тожде и доселе. Есперих княз. 61 лет. род Дуло. а лет ему верени алем. Тервен. -к~а. лето. род ему Дуло. а лет ему текучитем. твирем. ~(ки). лет. род ему Дуло. а род ему дваншехтем. Севаръ. ~(еl). лет. род ему Дуло. а лет ему тохалтом. Кормисошь. ~(зi). лет. род ему Вокиль. а лет ему шегоръ твиремь. Сiи же княз измени род Дулов. рекше Вихтунь. Винех. ~з. лет. а род ему Оукиль. а летъ ему имаше Горалемь. Телець. ~г. лета. род Оугаинь. а лет ему соморъ. алтемь. И сïй иного рад. Оуморъ. ~м. днïи. род ему Оукиль а ему дилом тоутом.

### Traducción
- Avitohol vivió 300 años. Su clan fue Dulo y su año (de ascender al trono) fue dilom tvirem.
- Irnik vivió 150 años. Su clan fue Dulo y su año fue dilom tverim.
- Gostun, el regente, 2 años. Su clan fue Ermi y su año fue dokhs tvirem.
- Kurt gobernó 60 años. Su clan fue Dulo y su año fue shegor vechem.
- Bezmer 3 años. Su clan fue Dulo y su año fue shegor vem (vechem).

Estos cinco príncipes gobernaron el reino sobre el otro lado del Danubio por 515 años con la cabeza rapada y después de que viniera a este lado del Danubio el knyaz Asparuh hasta ahora (gobernantes).
- Kan Asparuh gobernó 61 años. Su clan fue Dulo y su año fue vereni alem.
- Kan Tervel 21 años. Su clan fue Dulo y su año fue tekuchitem tvirem.

(Gobernantes adicionales son a veces insertados aquí, dependiendo de la escritura.)
- Kan Sevar 15 años. Su clan fue Dulo y su año fue toh altom.
- Kan Kormisosh 17 años. Su clan fue Vokil y su año fue shegor tvirem.
- Kan Vinekh 7 años. Su clan fue Ukil y su año fue shegor alem (imen).
- Kan Telets 3 años. Su clan fue Ugain y su año fue somor altem.
- Kan Umor (gobernó) 40 días. Su clan fue Ukil y su año fue dilom tutom.